# Plexo faríngeo
 El plexo faríngeo es una red de fibras nerviosas que inervan la mayor parte del paladar y la faringe. La laringe, que está inervada por el nervio laríngeo superior y recurrente del nervio vago (CN X), no está incluida en la región inervada por este plexo. 
Se encuentra en la superficie del músculo constrictor faríngeo medio .  

## Inervación

### Sensorial
El plexo faríngeo proporciona la inervación sensorial de la orofaringe y la laringofaringe a partir de CN IX y CN X. (La nasofaringe por encima del tubo faringotimpánico y el torus tubarius está inervada por CN V 2 ). 

### Motor
El plexo faríngeo, con fibras de CN IX, CN X y  la parte craneal de CN XI, inerva todos los músculos de la faringe (excepto el estilofaríngeo, que está inervado directamente por una rama del CN IX). 
Esto incluye los siguientes músculos: palatofaríngeo, palatogloso, músculos de la úvula, los constrictores faríngeos, salpingofaríngeo y otros. 
Hay que tener en cuenta  que los músculos intrínsecos de la laringe están inervados por el nervio vago pero no por el plexo faríngeo. En cambio, están inervados por el nervio laríngeo recurrente y la rama externa del nervio laríngeo superior, ramas del vago. 

## Imágenes adicionales

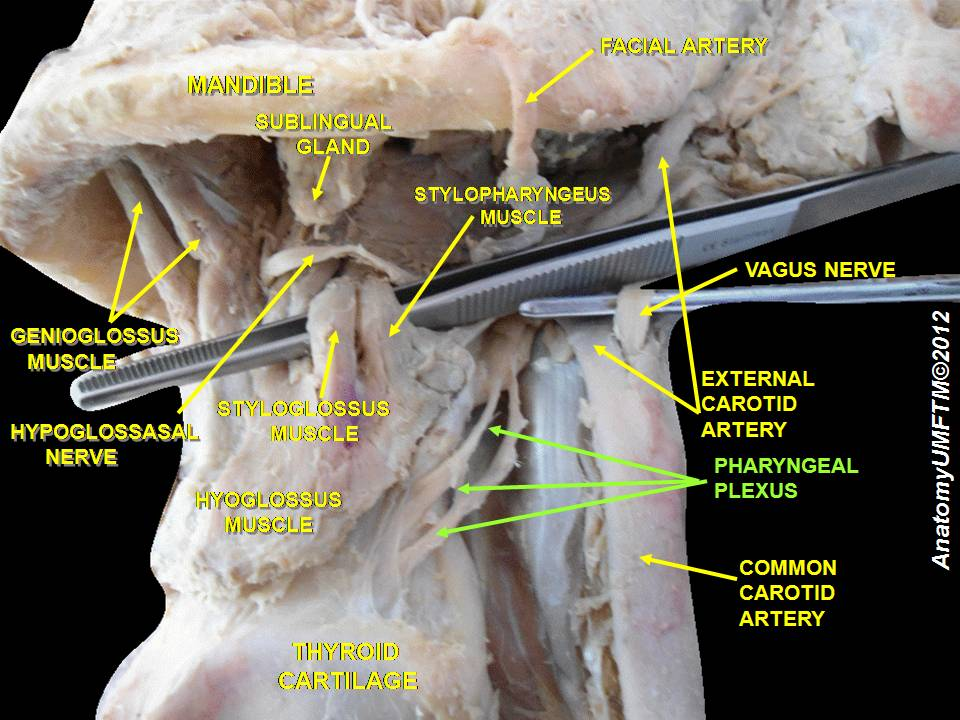
Plexo faríngeo
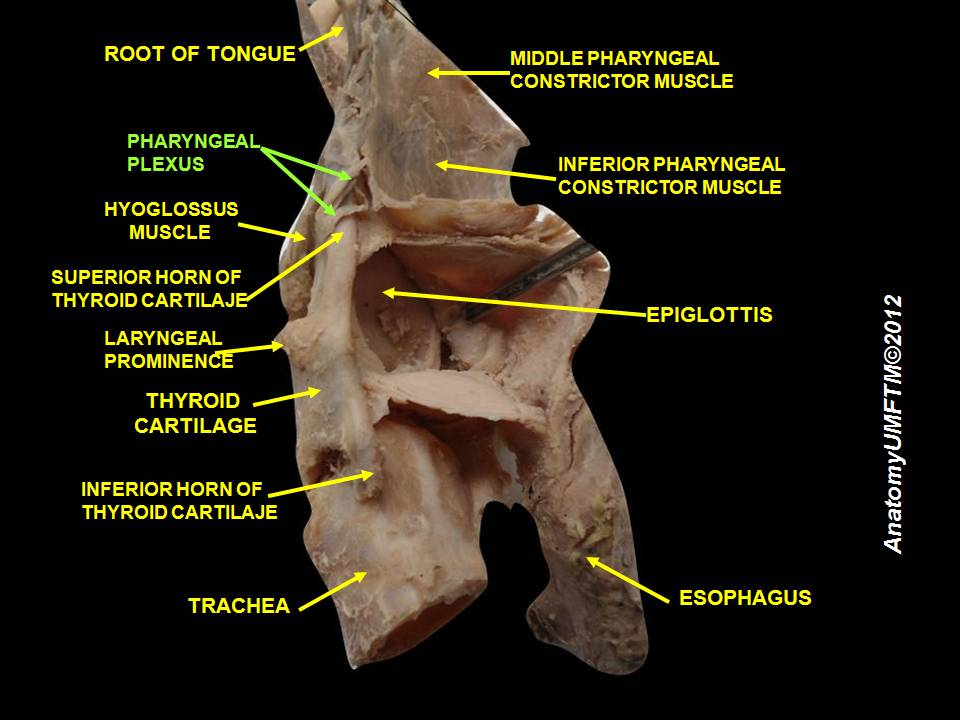
Plexo faríngeo